# Clarmont
Clarmont je obec na jihozápadě Švýcarska, v okrese Morges v kantonu Vaud. Žije zde 190 obyvatel.

## Geografie
Clarmont leží v nadmořské výšce 525 m, vzdušnou čarou 5,5 km severozápadně od okresního města Morges. Zemědělská obec se nachází na malé náhorní plošině na jižním svahu západně od údolí řeky Morges, v panoramatické poloze asi 130 metrů nad hladinou Ženevského jezera.
Katastr obce o rozloze pouze 1,0 km² pokrývá část Vaudského středohoří v povodí řeky Morges. Území obce se rozkládá podél západního svahu údolí Morges a zasahuje až k lesu Bois des Crêts. Pod osadou En Lèvremont, která patří k Apples, dosahuje Clarmont svého nejvyššího bodu v nadmořské výšce 580 metrů. Východní hranici tvoří tok potoka Morges. V roce 1997 tvořila 9 % rozlohy obce zastavěná plocha, 12 % lesy a lesní porosty a 79 % zemědělství.
Sousedními obcemi jsou Hautemorges, Vaux-sur-Morges a Echichens.

## Historie
První zmínka o obci pochází z roku 1204 a nese název Claromonte. Název místa je odvozen z latinských slov clarus (světlo) a mons (hora). Od středověku patřil Clarmont k panství Vufflens-le-Château. Po dobytí Vaudu Bernem v roce 1536 přešla obec pod správu panství Morges. Po pádu Staré konfederace patřila obec v letech 1798–1803 v období helvétského soustátí ke kantonu Léman, který byl poté po vstupu v platnost Ústavy o zprostředkování sloučen s kantonem Vaud. V roce 1798 byla obec přiřazena k okresu Morges. Obec nemá vlastní kostel, církevně spadá k farnosti Colombier.

## Obyvatelstvo
| Rok            | 1850 | 1900 | 1910 | 1930 | 1950 | 1960 | 1970 | 1980 | 1990 | 2000 |
| Počet obyvatel | 145  | 129  | 124  | 102  | 93   | 89   | 121  | 109  | 130  | 142  |

Z celkového počtu obyvatel je 87,3 % francouzsky mluvících, 4,9 % německy mluvících a 2,1 % italsky mluvících (údaj z roku 2000). V roce 1850 měl Clarmont 145 obyvatel a v roce 1900 129 obyvatel. Poté, co počet obyvatel do roku 1960 klesl na 89, se počet obyvatel od té doby opět zvýšil. Územní plán přijatý v roce 1976 přísně omezuje výstavbu nových domů.

## Hospodářství
Až do druhé poloviny 20. století byl Clarmont vesnicí, v níž převažovalo zemědělství. I dnes má zemědělství a částečně vinařství stále velký význam ve struktuře zaměstnanosti obyvatelstva. Jen několik málo pracovních míst je k dispozici v místních drobných podnicích a v sektoru služeb. V posledních desetiletích se obec stále více rozvíjí jako rezidenční obec. Mnoho pracujících proto dojíždí za prací především do Morges a Lausanne.

## Doprava
Obec má dobré dopravní spojení. Nachází se na hlavní silnici z Aubonne do Cossonay. Clarmont je napojen na síť veřejné dopravy autobusové linky Postauto z Morges do Apples.